# الشيوعية ما قبل الماركسية

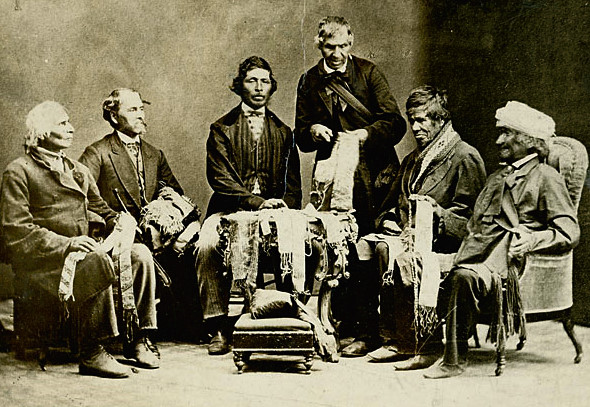
رؤساء الدول الست في برانتفورد، كندا، يشرحون أحزمة الومبوم الخاصة بهم إلى هوراشيو هيل في 14 سبتمبر 1871. تظهر الصورة جوزيف سنو (هاريرون)، رئيس أونونداغا؛ جورج إتش. م. جونسون (Deyonhehgon)، رئيس الموهوك، المترجم الفوري الحكومي وابن جون سموك جونسون؛ وجون باك (سكاناواتيه)، رئيس أونونداغا، الحارس الوراثي للوامبوم؛ جون سموك جونسون (ساكايينكواراتون)، رئيس الموهوك، رئيس المجلس؛ إسحاق هيل (كوينسنسرونتون)، رئيس أونونداغا، حارس الإطفاء؛ جون سينيكا جونسون (كانونكيريداويه)، رئيس سينيكا. نقش هيل هذه الصور، التي أرسلها إلى الزملاء، "تم شرح أحزمة وامبوم لي في المحمية، في مقر إقامة الرئيس جي. حاء. م. جونسون؛ وبناء على طلبي جاء الرؤساء معي بعد ذلك إلى برانتفورد، حيث تم التقاط الصورة الأصلية ....--H. هيل، كلينتون، أونت." كانت هذه النسخة من الصور الفوتوغرافية تابعة ل J. ن. ب. هيويت.
إظهار التفاصيل الصورة

في حين أن كارل ماركس وفريدريك إنغلز عرّفا الشيوعية بأنها حركة سياسية، كان الماضي قد شهد أفكارًا مماثلة يمكن للمرء أن يسميها تجارب شيوعية. كان ماركس نفسه ينظر إلى الشيوعية الأولية على أنها الحالة الأصلية للبشرية في الصيد وجمع الثمار. نظّر ماركس أن الملكية الخاصة تطورت فقط بعد أن تمكنت البشرية من إنتاج الفائض.

## ما قبل التاريخ
اعتقد ماركس وغيره من المنظرين الشيوعيين الأوائل أن مجتمعات الصيد وجمع الثمار كما وُجدت في العصر الحجري القديم وصولًا إلى المجتمعات الزراعية كما وجدت في العصر النحاسي كانت مجتمعات قائمة على المساواة، ولذلك نحت ماركس مصطلح شيوعية أولية لوصف أيديولوجيتها. منذ ماركس، طور علماء الاجتماع وعلماء الآثار فكرة الشيوعية الأولية وأبحاثًا حولها.
نظرًا إلى الأدلة القوية على وجود مجتمع قائم على المساواة وغياب التسلسل الهرمي واللامساواة الاقتصادية، حاجج المؤرخ موراي بوكشين بأن جاتال-هويوك كانت مثالًا مبكرًا عن الشيوعية اللاسلطوية، وبذلك كانت مثالًا عن الشيوعية الأولية في مدينة أولية.

## العصر البرونزي
طُرحت محاججات تقول أن حضارة وادي السند تشكل مثالًا عن المجتمع الشيوعي الأولي، نظرًا إلى غياب ملحوظ فيها للصراعات والبنى الهرمية الاجتماعية. يحاجج آخرون بأن تقييمًا كهذا لحضارة وادي السند ليس صحيحًا.

## العصور القديمة الكلاسيكية

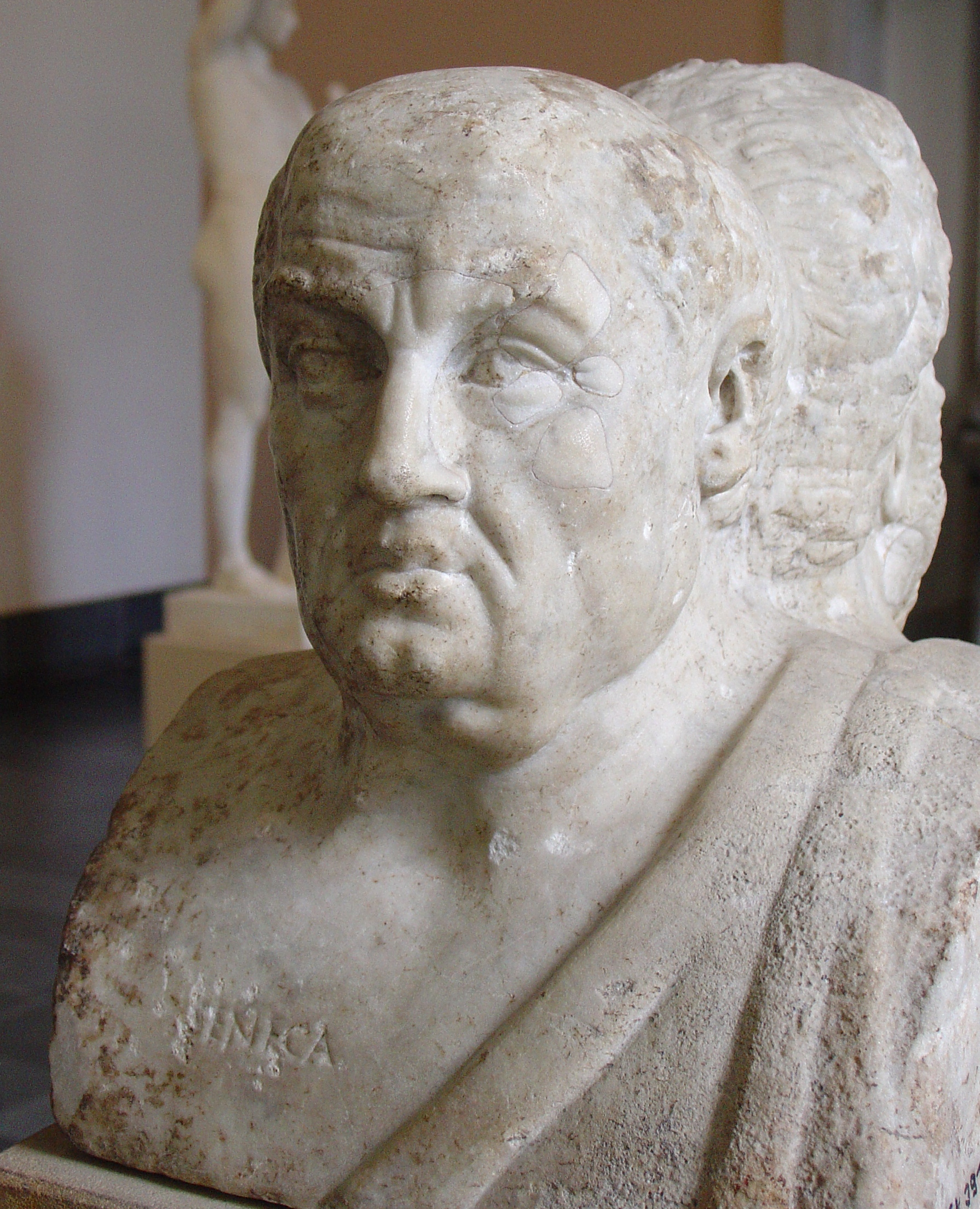
مجموعة الآثار القديمة المزدوجة لسقراط وسينيكا في برلين

تعود فكرة مجتمع لا طبقي وبدون دولة يرتكز إلى الملكية الجماعية للملكيات والثروة إلى زمن بعيد سابق على البيان الشيوعي في الفكر الغربي. تتبع بعض العلماء الأفكار الشيوعية إلى العصور القديمة، لا سيما في أعمال فيثاغورس وأفلاطون. فمثلًا، عاش أتباع فيثاغورس في مبنى واحد وكانت الممتلكات مشتركة في ما بينهم لأن الفيلسوف كان يعلّم المساواة المطلقة في الملكية مع وضع الممتلكات المادية كافة في مخزن عام.
طُرحت محاججات تقول أن جمهورية أفلاطون وصفت بتفصيل كبير مجتمعًا يهيمن عليه الشيوعيون تفوَّض فيه السلطة لفيلسوف متقد الذهن أو لفئة أوصياء عسكريين، ورفضت مفهوم الأسرة والملكية الخاصة.  في نظام اجتماعي مقسم إلى ملوك محاربين وعامة هوميرية من الحرفيين والفلاحين، تصور أفلاطون دولة مدينة يونانية مثالية بدون أي شكل من أشكال الرأسمالية أو التوجه التجاري مع اعتبار المشاريع التجارية والتعددية السياسية واضطرابات الطبقة العاملة شرورًا ينبغي القضاء عليها. في حين أنه من غير الممكن اعتبار رؤية أفلاطون شكلًا سالفًا للتفكير الشيوعي، فإن مفكرين يوتوبيين آخرين كانوا قد شاركوه تخميناته اليوتوبية في وقت لاحق.
من السمات الهامة التي تميز مجتمع أفلاطون المثالي في الجمهورية هي أن حظر الملكية الخاصة ينطبق على الطبقات العليا (الحكام والمحاربين) فحسب، لا على عامة الناس.

## الشيوعية الدينية (منذ العصور القديمة الإمبراطورية حتى العصور القديمة المتأخرة)
حاجج علماء كتابيون أن نمط الإنتاج الذي لوحظ في المجتمع الأول الناطق بالعبرية كان مجتمعًا محليًا بفكر جماعي شبيه بالشيوعية الأولية.
ثمة من يرى أن الكنيسة المسيحية الأولى، كالتي وُصفت في أعمال الرسل، كانت شكلًا مبكرًا من أشكال الشيوعية. كانت تلك النظرة تفيد بأن الشيوعية لم تكن سوى مسيحية وُضعت موضع الممارسة وأن يسوع المسيح نفسه كان شيوعيًا. سلطت إحدى كتابات ماركس الباكرة الضوء على الرابط والتي نصّت: «بما أن المسيح هو الوسيط الذي يسقط عليه الإنسان كل ألوهته وكل روابطه الدينية، تكون الدولة أيضًا الوسيط الذي ينقل إليه الإنسان كل إلحاده وكل حريته الإنسانية». علاوة على ذلك، تعكس الأخلاقيات الماركسية التي تهدف إلى الوحدة التعاليم المسيحية الكونية القائلة بوحدة الجنس البشري وأن هناك إلهًا واحدًا فقط لا يميز بين البشر.